# Dalbavancin
La dalbavancina, que se comercializa con el nombre comercial de Dalvance, entre otros, es un antibiótico que se utiliza para tratar infecciones bacterianas de la piel, incluidas las causadas por Staphylococcus aureus resistente a la meticilina . Se administra mediante inyección en la vena, ya sea como una dosis única o dos dosis con una semana de diferencia.
Los efectos secundarios comunes incluyen náuseas, diarrea, sarpullido y dolor de cabeza, otros efectos secundarios pueden incluir colitis asociada a antibióticos, estreñimiento y  leucocitos bajos . No está claro si su uso es seguro durante el embarazo o la lactancia. Pertenece a la clase de medicamentos lipoglucopéptidos, junto con la vancomicina .
La dalbavancina se aprobó para uso médico en los Estados Unidos en 2014 y en Europa en 2015. En los Estados Unidos, un curso de medicación cuesta alrededor de 4.800 USD a partir de 2021. En el Reino Unido, esta cantidad le cuesta al NHS unas 1.700 libras esterlinas.